# Iseut Bersier
Iseut Bersier, Taufname Isolde (* 26. Dezember 1935 in Olten; † 2022 in Muntelier), war eine Schweizer Malerin, Bildhauerin, Illustratorin und Musikerin.

## Leben und Werk
Iseut war eine Tochter des Gottfried Wälchli und der Jeanne Wälchli-Roggli. Nach der Matura liess sie sich zur Lehrerin ausbilden und besuchte von 1962 bis 1968 die Kunstgewerbeschule in Bern. Ihre Lehrer waren u. a. Herbert Distel, Max von Mühlenen und Lilly Keller. Anschliessend besuchte sie von 1969 bis 1972 die Ecole de la Ville und die Académie de la Grande Chaumière in Paris.
Wieder in der Schweiz bezog sie ein Atelier in Murten und trat der Sektion Freiburg der GSMBA bei. 1976 stiess sie zur Freiburger Künstlergruppe Groupe Mouvement. Diese war 1957 von Emile Angéloz und dessen Freund Roger Bohnenblust (1929–1979) gegründet worden. Neben Einzel- und Gruppenausstellungen schuf Bersier u. a. 1979 ein grosses farbiges Betonrelief für die Eingangshalle des Postgebäudes in Murten, das 2022 restauriert wurde.
Iseut Bersier und die Plastikerin und Keramikerin Laure-Anne de Weck-Baumann gründeten 1986 eine Aktzeichengruppe in Freiburg. 
1994 erwarb Bersier am Freiburger Konservatorium den Diplomabschluss in Orgel. Als Organistin war sie in zwei bernischen Gemeinden tätig. Ab 1995 leitete sie in Bern an der Schule für Gestaltung Kurse in Skulptur, Aktmodellieren und Illustration. 2003 leitete sie einen Kurs für Abformtechniken.